# Tsaparang

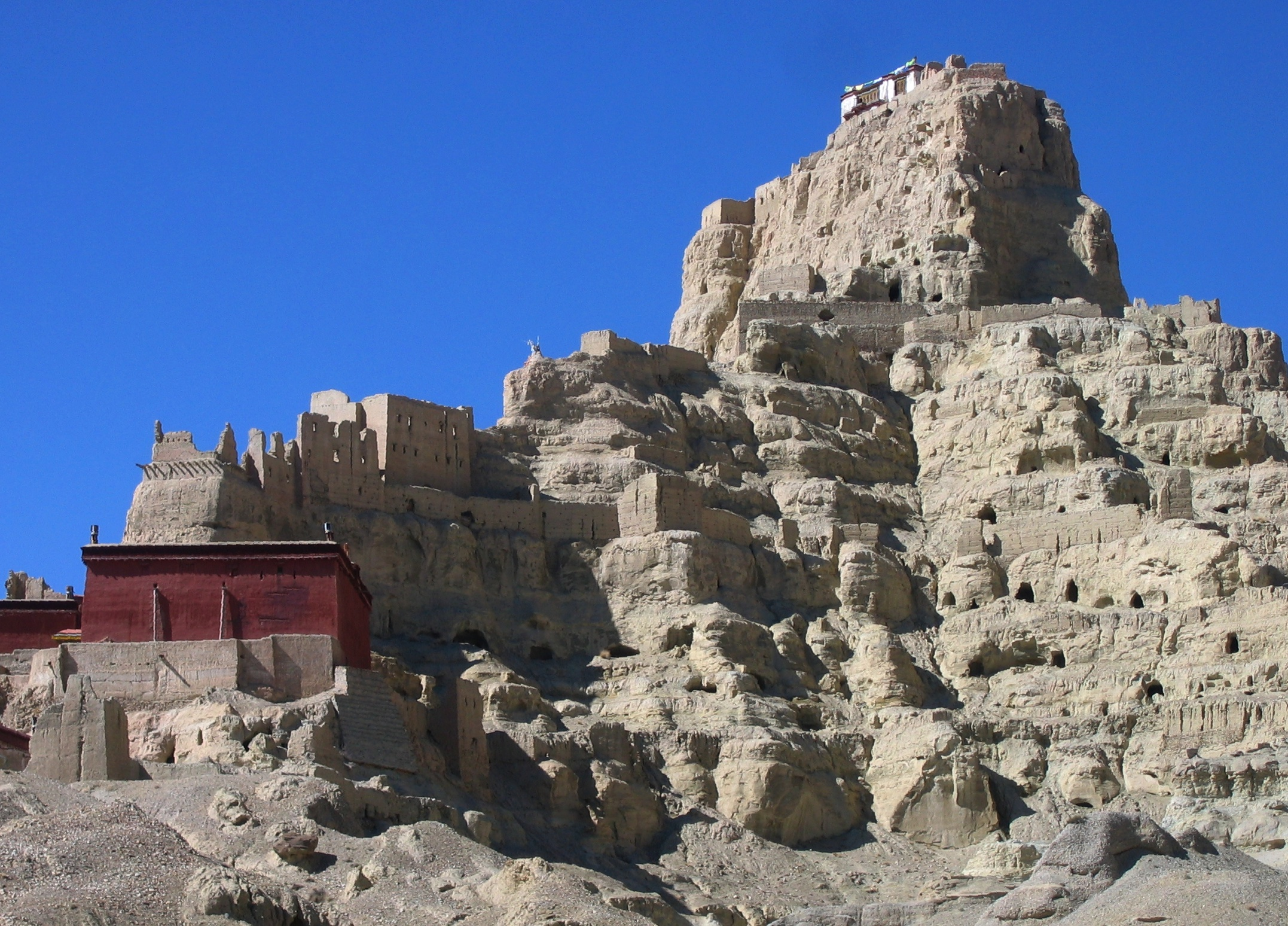
Ruïnes van Tsaparang

Tsaparang was de hoofdstad van het voormalige koninkrijk Guge. Guge lag in het westelijk deel van Tibet in het gebied van een van de districten van het vroegere koninkrijk Zhangzhung, dat in de eerste helft van de zevende eeuw geannexeerd werd door het Tibetaanse rijk. Na de val van dat rijk in het midden van de 9e eeuw ontstond een politieke en staatkundige fragmentatie van Tibet. In die situatie gingen krijgsheren en hun afstammelingen uit de periode van het rijk eigen vorstendommen en ministaatjes creëren. Guge werd de belangrijkste daarvan.
Het gebied maakt nu deel uit  huidige regio Ngari. Het ligt in de nabijheid van de heilige berg Kailash en het meer Manasarovar. De stichting van Tsaparang dateert van eind tiende eeuw. Yeshe-Ö, koning van Guge tussen 959 en 1036, maakte van Tsaparang de hoofdstad van het land.
António de Andrade en Manuel Marques wisten in 1624 Tsaparang te bereiken. Andrade kreeg in toestemming om een katholieke kapel in de stad te bouwen. Van 1625 tot 1629/30 werkte Andrade als missionaris in Tsaparang. Andrade maakte ook nog een tweede reis naar de stad. Uiteindelijk werd de missie een complete mislukking.
Guge werd in 1630 veroverd door het koninkrijk Ladakh. In 1642 is er een invasie van de troepen van Güshri Khan in hun campagne voor de verovering van Centraal-Tibet. Ladakh slaagde er kort daarna weer in Guge terug te veroveren. In 1685 wisten troepen van Sanggye Gyatso, de regent in Tibet, het land te veroveren en Guge werd geannexeerd. Dat ging gepaard met immense schade aan de stad Tsaparang en veel tempels en kloosters.  De laatste koning van Guge, Lozang Pema Trashidé, (1676-1743) werd in 1692 naar Lhasa gevoerd, waar hij de rest van zijn leven zou verblijven.
In 1715 arriveerde Ippolito Desideri in Tsaparang op weg naar Lhasa. Hij vond de stad totaal verlaten en in ruïnes, een situatie die tot op heden voortduurt.
In 1948 wist Ernst Lothar Hoffman (Lama Anagarika Govinda) de meeste fresco's te fotograferen in twee voor een deel nog aanwezige bouwwerken, de Lokhang Marpo ( Rode kapel) en Lokhang Karpo ( Witte Kapel). Tijdens de Culturele Revolutie werd een deel van die fresco's vernield. 
Giuseppe Tucci heeft veel over de tempels van westelijk Tibet, waaronder die van Tsaparang, geschreven in onder meer The Temples of Western Tibet and Their Artistic Symbolism, Volume III.2: Tsaparang.